# Centro de entretenimiento Jan Shatyr
El Centro de entretenimiento Jan Shatyr, también conocido como Xan Şatırı (en español: Real Marquesina) es una carpa gigante transparente ubicada en Astaná, capital de Kazajistán. El proyecto arquitectónico fue presentado por el presidente de Kazajistán, Nursultán Nazarbáyev el 9 de diciembre de 2006.
El edificio de 150 metros de altura tiene una base elíptica de 200 metros cubriendo 140.000 metros cuadrados. Bajo la carpa hay un área que cubre una superficie equivalente a 10 campos de fútbol que será un parque interno a escala urbana dedicado a las compras y al entretenimiento, con plazas y calles peatonales, un río interno, un centro comercial, un espacio para minigolf y una playa cubierta. El techo está construido a partir de ETFE suspendido en una red de cables que cuelgan de una aguja central. El material transparente permite que la luz solar pase a través de la cual, junto con los sistemas de calefacción y refrigeración interna de mantienen una temperatura entre 15-30 °C en el espacio principal y 19-24 °C en las tiendas, mientras que fuera, la temperatura oscila entre -35 y +35 °C todo el año.
Después del Palacio de la Paz y la Reconciliación (2006), una gigantesca pirámide de vidrio en Astaná, este fue el segundo proyecto diseñado por el arquitecto británico Norman Foster (de Foster and Partners). Otras compañías que colaboraron en el proyecto son Línea, Gultekin y UMO y los ingenieros del británicos de Buro Happold. La construcción de la carpa-ciudad se llevaó a cabo por la empresa turca Sembol.
Después de largos retrasos, el mástil principal se erigió en diciembre de 2008. El edificio se abrió el 5 de julio de 2010 con ocasión del 70 cumpleaños del presidente de Kazajistán, Nursultan Nazarbayev. Andrea Bocelli ofreció un concierto para la ocasión. Entre los invitados se encontraban el Presidente de Rusia, Dmitri Medvédev; el Presidente de Ucrania, Víktor Yanukóvich; el Presidente de Turquía, Abdullah Gül; el Presidente de Bielorrusia, Aleksandr Lukashenko; el Presidente de Armenia, Serzh Sargsyan; el Presidente de Tayikistán, Emomalii Rahmon; el Presidente de Kirguistán, Roza Otunbáyeva; el príncipe heredero de Abu Dhabi, bin Mohammed Zayed Al Nahyan y el Rey de Jordania, Abdullah II.